# George H. Mealy
George H. Mealy (* 31. Dezember 1927; † 21. Juni 2010 in Scituate, Massachusetts) war ein US-amerikanischer Mathematiker, Professor an der Harvard University und Erfinder des nach ihm benannten Mealy-Automaten.

### Eigene Werke
- G. H. Mealy: A Method for Synthesizing Sequential Circuits, Bell System Tech. J. 34, pp. 1045–1079, September 1955.